# Amthof 4/6 (Alsfeld)

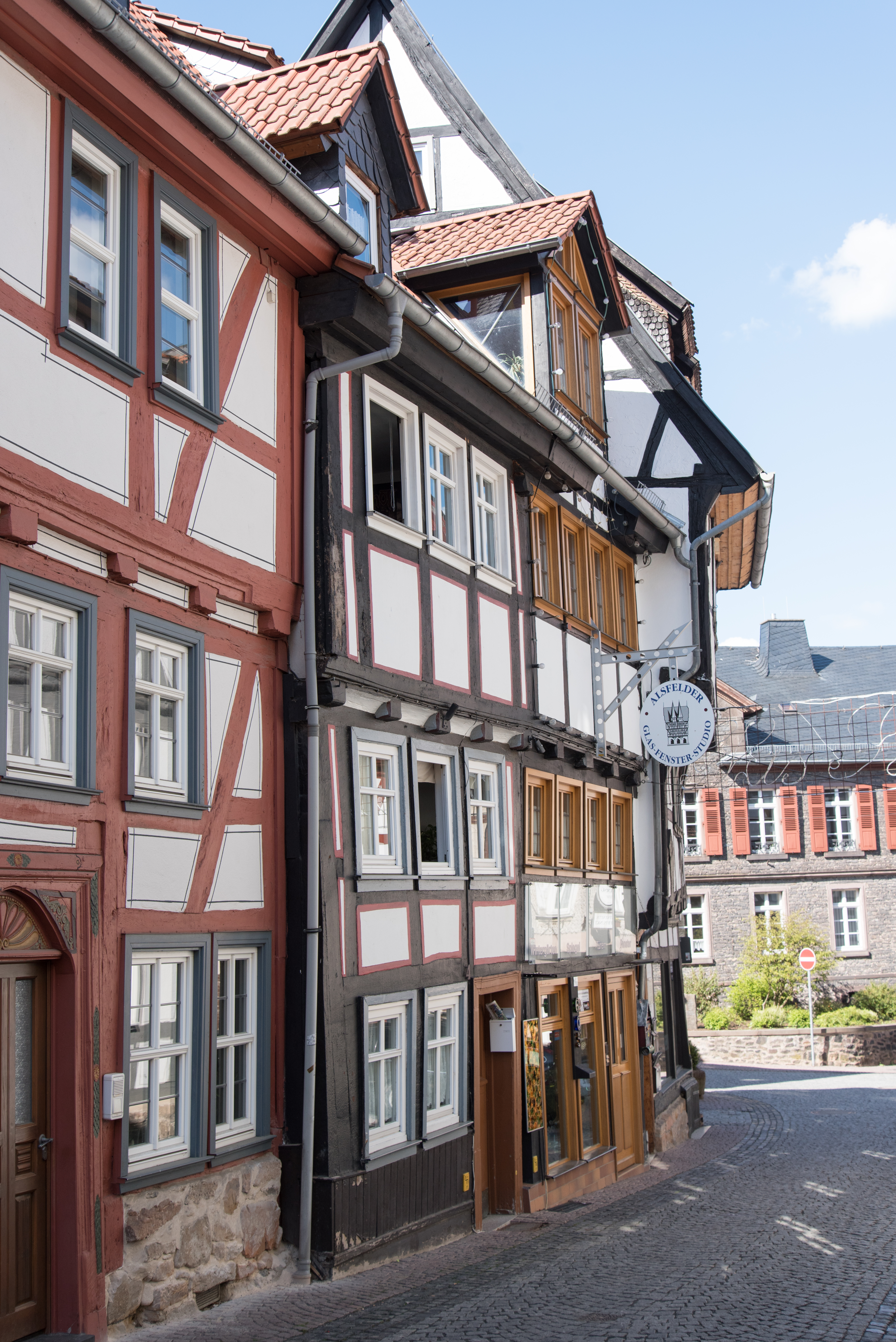
Haus Amthof 4/6 in Alsfeld

Das Gebäude Amthof 4/6 in Alsfeld, einer Stadt im Vogelsbergkreis in Hessen, wurde im ältesten Teil zu Beginn des 16. Jahrhunderts errichtet. Das Doppelhaus ist ein geschütztes Kulturdenkmal.
Das kleine, dreigeschossige Fachwerkhaus in Ständerbauweise im Erdgeschoss und ersten Obergeschoss hat darüber einen auskragenden Rähmaufsatz. Es gibt keine Fachwerkfiguren (Strebenkreuze an den Ständern) wie z. B. Halber Mann. Die verwendeten Hölzer haben kräftige Querschnitte.